# Šimanov
Šimanov (deutsch Kellersdorf, auch Schimanow) ist eine Gemeinde in Tschechien. Sie liegt zwölf Kilometer südöstlich von Humpolec und gehört zum Okres Jihlava.

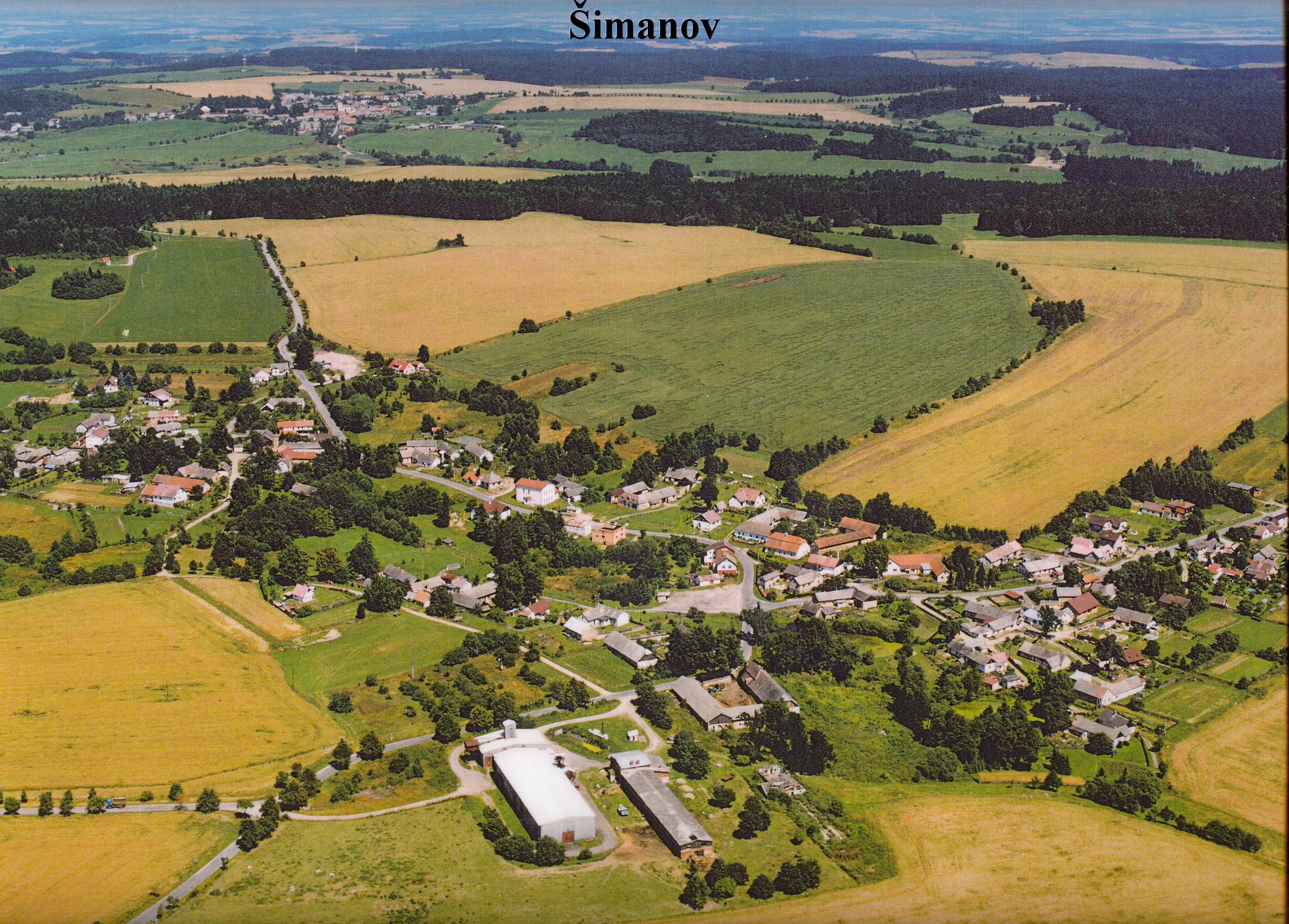
Luftbild von Šimanov

## Geographie
Šimanov befindet sich in der Böhmisch-Mährischen Höhe am westlichen Gehänge des Hügels Holubovsko (675 m) über dem Tal des Baches Hejnický potok. In Šimanov entspringt der Maršovský potok. Nordwestlich liegt der Teich Hajnice, südlich der Maršovský rybník und im Osten der Trojanský rybník. Nördlich erhebt sich der Strážník (713 m) und im Westen der Čihadlo (664 m).
Nachbarorte sind Kalhov, Obora und Bethán im Norden, Větrný Jeníkov im Nordosten, Struhovec und U Trojanů im Osten, Hlávkov und Bílý Kámen im Südosten, Jiřín, U Šeredů und Maršov im Süden, Šimanovský Dvůr und Zbilidy im Südwesten, Březina, Čamrda, Dudín und Buková im Westen sowie Ústí und Branišov im Nordwesten.

## Geschichte
Das Dorf am alten Steig zwischen Humpolec und Jihlava wurde wahrscheinlich um 1260 von Köhlern angelegt. Die erste schriftliche Erwähnung des zum Kloster Seelau gehörigen Ortes erfolgte 1341. Der tschechische Name leitet sich von einem Lokator Šimon ab, die deutsche Bezeichnung Kellersdorf entstand im Laufe der Zeit aus Köhlersdorf. 1436 übergab König Sigismund mit Einverständnis des nach Iglau geflüchteten Abtes die Seelauer Klostergüter dem Schutz und der Verwaltung von Nikolaus Trčka von Lípa. Nachdem Georg von Podiebrad den verpfändeten Klosterbesitz 1468 den Trčka von Lípa auch in der Landtafel zugeschrieben hatte, errichtete Burian Trčka von Lípa die Herrschaft Jenikau. 1601 verkauften die Trčka die aus der Feste und dem Städtchen Windig Jenikau mit Brauerei und Vorwerkshof sowie 22 Dörfern, darunter Buková, Chyška, Dudin, Scheibelsdorf, Mysletín, Winau, Opatau, Kellersdorf, Vorlovy, Polánky, Neustift, Prusdorf und Pollerskirchen bestehende Herrschaft Jenikau an den aus einem geadelten Iglauer Patriziergeschlecht stammenden Matthias Stubegg Ritter von Königstein (Matyáš Štubík z Königštejna). Dessen Söhne teilten 1606 den Besitz.
Nach der Aufhebung der Patrimonialherrschaften bildete Šimanov/Kellersdorf ab 1850 eine Gemeinde im Bezirk Deutschbrod. Erster gewählter Bürgermeister war der Bauer Jakub Novák. Zu Beginn des 20. Jahrhunderts wurde Šimanov dem Bezirk Humpolec zugeordnet. Seit 1961 gehört die Gemeinde zum Okres Jihlava.
Seit dem 1. Februar 2009 wird die Gemeinde von einem Amtsverweser zwangsverwaltet.

## Ortsgliederung
Für die Gemeinde Šimanov sind keine Ortsteile ausgewiesen.

## Sehenswürdigkeiten
- Marterl
- Moor Šimanovské rašeliniště im Quellgebiet des Maršovský potok, südlich des Dorfes